# Anna Bahrjana

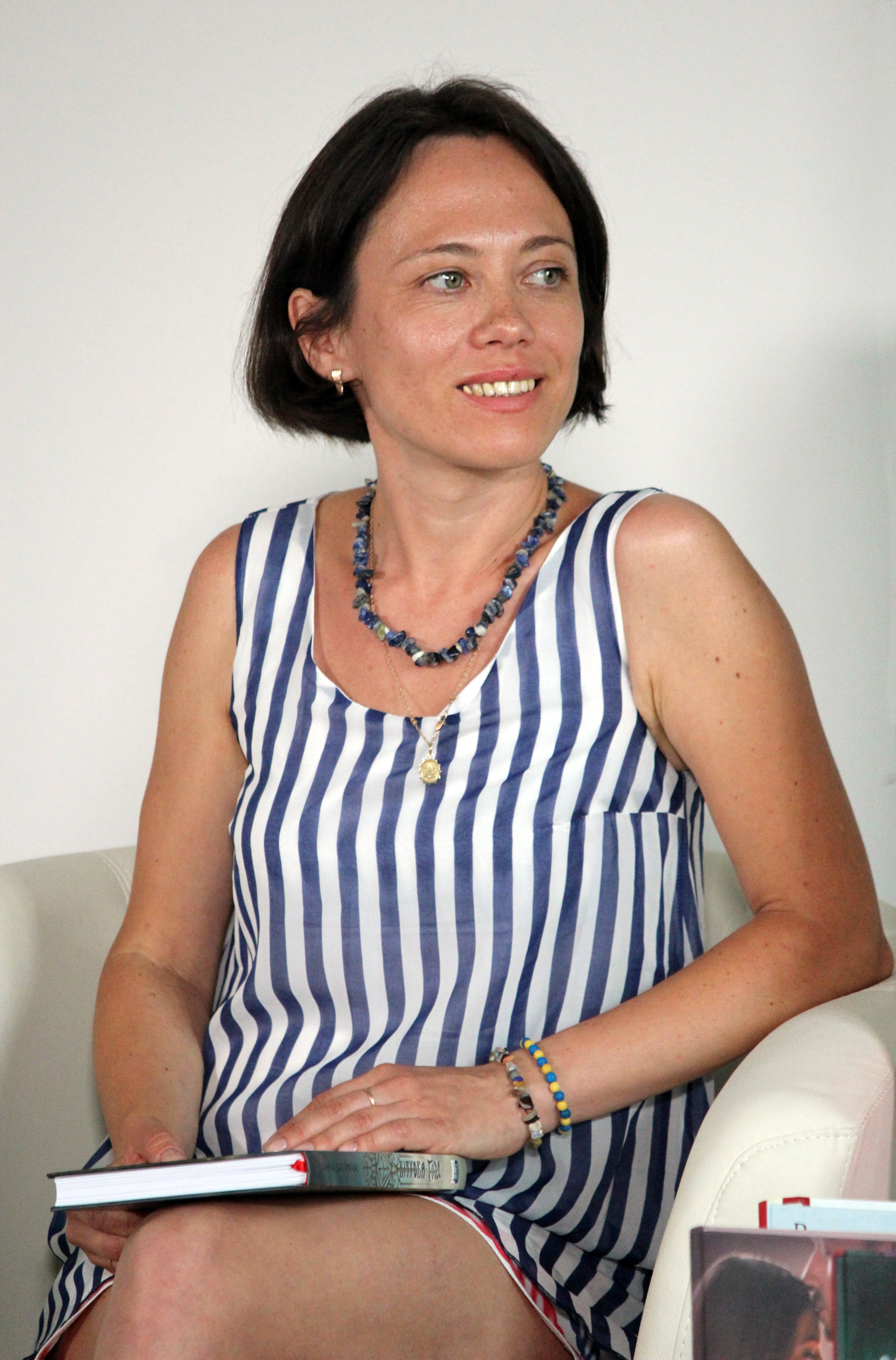
Anna Bahrjana, 2021

Anna Bahrjana (ukrainisch А́нна Багря́на, engl. Transkription Anna Bagriana; * 24. März 1981 in Fastiw, Ukrainische SSR) ist eine ukrainische Schriftstellerin und Übersetzerin. Ihr Geburtsname lautet Hanna Jurijiwna Bahrjanzewa/ Га́нна Ю́ріївна Багря́нцева.

## Leben
Bahrjana studierte an der Fakultät für Philologie der Taras-Schewtschenko-Universität in Kiew Ukrainische Sprache und Literatur. Nach dem Studium arbeitete sie als Radio- und Fernsehjournalist. Sie ist Autorin und Moderatorin der Fernsehshow Die Harmonie der Seele und Mitglied des Nationalen Schriftstellerverband der Ukraine, dessen Sekretärin sie zwischen 2006 und 2009 war. Außerdem leitete sie zwischen 2006 und 2008 die ukrainische Liga der ukrainischen Frauen und ist Mitglied der Slawischen Literatur- und Kunstakademie in Bulgarien.
Bahrjana hat sieben Bücher mit Gedichten veröffentlicht, zwei Sammlungen von Theaterstücken und drei Romane. Des Weiteren stellte sie eine Anthologie der zeitgenössischen Dichtung aus der Republik Mazedonien zusammen und übersetzte diese.
Ihre Werke, für die sie zahlreiche Literaturpreise erhielt, wurden unter anderem in Englisch, Französisch, Polnisch, Bulgarisch, Russisch, Lettisch, Aserbaidschanisch, Armenisch, Mazedonisch, Serbisch, Kroatisch, Albanisch, Litauisch und Estnisch übersetzt.